# 红斑玉蟹
红斑玉蟹（学名：Leucosia haematosticta）为玉蟹科玉蟹属的动物。分布于日本、澳大利亚、新南威尔士、新加坡、泰国湾、印度以及中国大陆的海南等地，生活环境为海水，常栖息于水深30-100米的软沙或具贝壳的海底。